# Мали-Пуць
Мали-Пуць (пол. Mały Puc) — село в Польщі, у гміні Косьцежина Косьцерського повіту Поморського воєводства.